# Labrugeira
Labrugeira é uma localidade do concelho de Alenquer e da freguesia da Ventosa.
É a localidade mais populosa da freguesia a que pertence.
Nela se encontra a Adega Cooperativa da Labrugeira C.R.L., constituída em 1975.
Um ilustre Ventosense aqui nasceu, António Máximo Lopes de Carvalho, nascido na Quinte do Vale.

## Património
Como principais monumentos religiosos possui a Igreja de Santo António e a capela de São Jorge, além de alguns cruzeiros.
A Igreja de Santo António foi restaurada na década de setenta. Da anterior Igreja existente restam a banqueta do altar-mor. É em mármore com embutidos policromados do tipo mosaico Florentino.
Existem no seu interior duas belas imagens, São João Baptista em madeira policromada de excelente qualidade (Sec. XVIII), e Santo António, este de grandes dimensões com 1,32 m em madeira estofada e policromada com olhos de vidro, está apoiado numa peanha de mármare com embutidos do mesmo tipo da banqueta do altar-mor(Sec.XVII).
Próximo destas duas imagens e dentro de uma redoma de vidro, está uma pequena imagem de Nossa Senhora da Conceição, Padroeira de Portugal, do século XVIII em madeira estofada com policromia.
Do mesmo tipo existem numa dependência desta Igreja imagens de São Sebastião, São Pedro de Alcântara, Santo Amaro.
A Capela de São Jorge, localizada num alto isolado a nordeste da Labrugeira tem no altar-mor um São Jorge muito repintado e numa pequena edícula lateral uma excelente representação equestre de São Jorge calcando o Dragão. Esta última é uma escultura em calcário branco de fractura popular. Pelo tipo de armadura do cavaleiro poderá considerar-se do século XVII ou XVIII.

## Festas e Romarias
- Santo António (13 de Junho) e mercado no 1º Domingo do mês no Campo de Futebol;
- Círio da Labrugeira à capela de São Jorge no último fim de semana de Agosto. Todos os anos a Bandeira muda de família, é entregue à porta da mesma que vai ser responsável pelo Círio no próximo ano.
- Festival das Sopas na Adega Cooperativa da Labrugeira em Abril.

## Coletividades e Associações
- Grupo Recreativo Flor de Maio.

## Quintas
Quinta do Vale, Quinta do Coelho, Quinta Vale do Riacho

## Alojamentos
- Casa da Paz
- Casa do Limoeiro;
- Casa do Juncal.